# アド・ミュージアム東京
アドミュージアム東京（アドミュージアムとうきょう）は、東京都港区のカレッタ汐留にある、広告をテーマにした博物館である。

## 概要
- 広告に関する研究助成活動を行う公益財団法人吉田秀雄記念事業財団により、2002年12月1日に開館した[1]。

- 電通本社ビルに隣接するカレッタ汐留の地下1・2階に位置し、主として広告に関する展示を行うほか、国内や海外の広告関連図書・雑誌、広告賞の作品集などを中心に約3万点の資料を有するライブラリーを併設する。

- 利用は無料であるが、図書の館外貸出は行わない。

- 地下2階のインフォメーションブース横では広告に関する書籍やグッズの販売を行う。

- ライブラリーは地下1階にある。地下2階の常設展示は江戸時代の広告黎明期の資料展示に始まり、年代ごとの世相・風俗に関する展示、きもちごとにキュレーションされた視聴ブース「4つのきもち」、タッチ式の大型モニターで広告資料が閲覧できる「デジタルコレクションテーブル」などがある。

- 企画展ホールではオリジナルの企画展や国内外のクリエイティブアワードの受賞作品を紹介する展覧会を開催している。

- 2017年12月1日にリニューアルオープンした。

- リニューアルオープン後名称を「アド・ミュージアム東京（Advertising Museum Tokyo）」から「アドミュージアム東京（The Ad Museum Tokyo）」に変更。

- 企業ミュージアムではない。